# Ruben Studdard
Christopher Theodore Ruben Studdard (Francoforte sul Meno, 12 settembre 1978) è un cantante statunitense.

## Carriera
La sua fama è aumentata grazie alla vittoria nella seconda stagione di American Idol. Ha ricevuto una nomination ai Grammy Awards nel dicembre 2003 come "Best Male R&B Vocal Performance per "Superstar". 
Nel periodo successivo ad American Idol Studdard ha pubblicato l'album Soulful, che ha raggiunto la vetta della classifica Billboard 200.

## Discografia

### Album in studio
- 2003 - Soulful
- 2004 - I Need an Angel
- 2006 - The Return
- 2009 - Love Is
- 2012 - Letters from Birmingham
- 2014 - Unconditional Love
- 2018 – Ruben Sings Luther

### Raccolte
- 2010 - Playlist: The Very Best of Ruben Studdard